# César al millor cartell
El César al millor cartell va ser un premi que atorgava l'Acadèmia d'Arts i Tècniques Cinematogràfiques de França. El premi va ser entregat durant 5 anys seguits, des del 1986 fins al 1990.

## Palmarès
- Font: Pàgina oficial del premi.

### Dècada del 1980
| Any                      | Títol original         | Títol en català                             | Cartellista | Pais |
| ------------------------ | ---------------------- | ------------------------------------------- | ----------- | ---- |
| 1986                     |                        |                                             |             |      |
| Harem                    | Harem                  | Michel Landi                                | França      |      |
| La forêt d'émeraude      | -                      | Zoran Jovanovic                             | Iugoslàvia  |      |
| Péril en la demeure      | Péril en la demeure    | Benjamin Baltimore                          | França      |      |
| Ran                      | Ran                    | Benjamin Baltimore                          | França      |      |
| Subway                   | Subway                 | Bernard Bernhardt                           | França      |      |
| 1987                     |                        |                                             |             |      |
| 37°2, le matin           | -                      | Christian Blondel                           | França      |      |
| Je hais les acteurs      | -                      | Claude Millet i Denise Millet               | França      |      |
| Jean de Florette         | -                      | Michel Jouin                                | França      |      |
| マックス、モン・アムール | Max, amor meu          | André François                              | Hongria     |      |
| Thérèse                  | -                      | Gilbert Raffin                              | França      |      |
| 1988                     |                        |                                             |             |      |
| Tandem                   | Tandem                 | Stéphane Bielikoff i Sadi Nouri             | França      |      |
| The Last Emperor         | L'últim emperador      | Philippe Lemoine                            | Nigèria     |      |
| Sous le soleil de satan  | Sota el sol de Satanàs | Luc Roux i Benjamin Baltimore               | França      |      |
| Un homme amoureux        | -                      | Philippe Lemoine                            | Nigèria     |      |
| 1989                     |                        |                                             |             |      |
| La petite voleuse        | -                      | Annie Miller, Luc Roux i Stéphane Bielikoff | França      |      |
| Le grand bleu            | El gran blau           | Andrzej Malinowski                          | Polònia     |      |
| La lectrice              | -                      | Benjamin Baltimore                          | França      |      |
| L'ours                   | L'os                   | Christian Blondel                           | França      |      |
| Les saisons du plaisir   | -                      | Anahi Leclerc i Daniel Palestrant           | França      |      |

### Dècada del 1990
| Any                 | Títol original  | Títol en català                  | Cartellista | Pais |
| ------------------- | --------------- | -------------------------------- | ----------- | ---- |
| 1990                |                 |                                  |             |      |
| Cinema Paradiso     | Cinema Paradiso | Gilles Jouin i Guy Bourduge      | França      |      |
| Monsieur Hire       | -               | Anahi Leclerc i Jean-Marie Leroy | França      |      |
| Noce blanche        | -               | Dominique Bouchard               | França      |      |
| Trop belle pour toi | -               | Sylvain Mathieu                  | França      |      |
| Valmont             | Valmont         | Laurent Lufroy i Laurent Pétin   | França      |      |

## Cartells
A continuació es mostren cartells nominats (guanyessin o no) per la categoria.

Harem
L'últim emperador
Sota el sol de Satanàs
El gran blau
L'os
Monsieur Hire
Valmont